# 翰林茶館
翰林國際企業股份有限公司（簡稱：翰林茶館，英文：Hanlin International Enterprise CO.,LTD.）於1986年由凃宗和成立，總部位於臺南市，2025年1月由六角國際集團併購。主要產品為台灣茶文化類商品，如茶的相關飲品及餐點，在台灣已有多家直營店。其與春水堂人文茶館各自宣稱先後研發珍珠奶茶。

## 珍珠奶茶
翰林茶館創辦人凃宗和自稱其於台南市鴨母寮市場，看見一位以傳統工法製作白色粉圓的小販，靈機一動，買回煮熟的粉圓，加入奶茶裡試做，口感甚佳，因而發明了「珍珠奶茶」，因白色粉圓晶瑩剔透如珍珠而命名，之後粉圓加上黑糖才改為黑色今貌；現在門市仍可買到黑、白珍珠兩種茶飲。先稱發明珍珠奶茶的亦有台中市的春水堂。

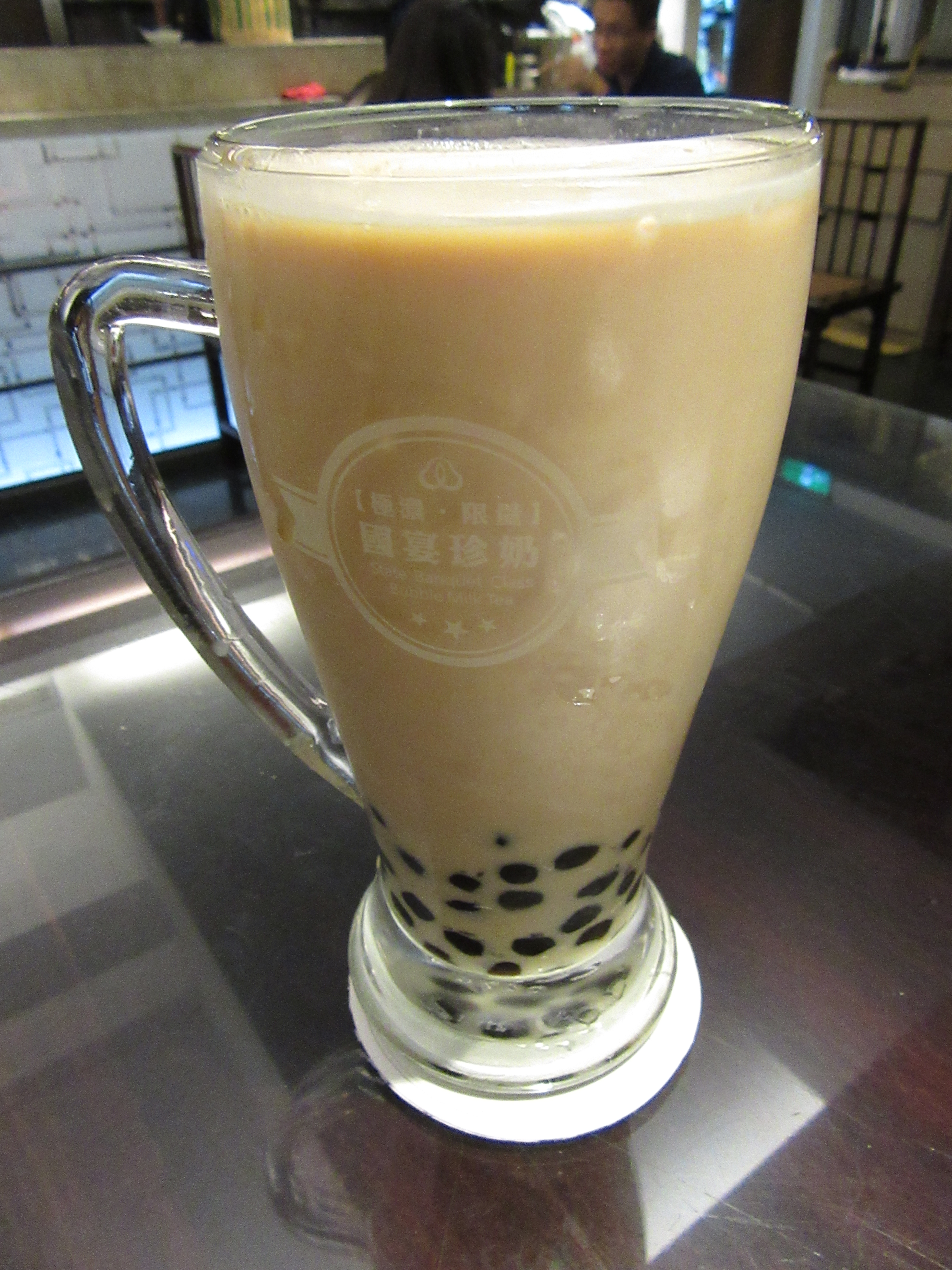
翰林茶館推出的國宴級珍珠奶茶

## 旗下品牌
- 翰林茶棧
- 翰林鍋物
- 嚮茶
- 億品鍋
- 笠茶屋
- 瘋味雞
- 鱷魚騎士

## 外部連結
- 翰林茶館網站 （页面存档备份，存于）
- 台灣公司資料
- 翰林茶館官方粉絲頁的Facebook專頁
- 翰林茶館的Instagram帳戶
- YouTube上的翰林茶館頻道